# Bayanga
Bayanga est une localité de République centrafricaine située dans la préfecture de Sangha-Mbaéré dont elle constitue le chef-lieu de l’une des trois sous-préfectures.

## Géographie

### Situation
Bayanga est située sur la rive gauche de la Sangha, à environ 102 km au sud du chef-lieu de la préfecture Nola, et à 520 km à l'ouest de Bangui.

### Population
La localité de Bayanga compte environ 4 000 habitants, le territoire de la sous-préfecture 9 800 habitants en 2003.

### Environnement
Bayanga est située en zone de forêt tropicale humide dans la Réserve Spéciale de Forêt Dense de Dzanga-Sangha et à 10 km du Parc national Dzanga-Ndoki.

## Histoire
Bayanga est à l’origine un village de pêcheurs de l’ethnie Sangha-Sangha, au milieu de la forêt tropicale humide peuplée de chasseurs-cueilleurs : les pygmées Baaka.
En 1988, le Gouvernement Centrafricain et le WWF s’engagent pour la création et la gestion d’un système d’aires protégées dans la région. C’est le début du Projet Dzanga-Sangha (PDS). Ce qui conduira en 1990 à la création du Parc national Dzanga-Ndoki (1150 km²) et de la Réserve Spéciale de Forêt Dense de Dzanga-Sangha (3200 km²) à usage multiples.

## Administration
Bayanga est avec Nola au nord et Bambio à l’est, l’une des trois sous-préfectures de la Sangha-Mbaéré. La commune de Yobé-Sangha constitue l’unique commune de la sous-préfecture.

## Économie
Avec la création du système d’aires protégées de Dzanga-Sangha (APDS) et la construction d’un hôtel en 1996, les bases du développement des activités d’un écotourisme capable d’attirer une clientèle internationale devraient être réunies. La localité dispose d'un terrain d'aviation.